# Козак Сергій Давидович
 Сергій Давидович Козак (нар.14 березня 1921, Старий Кривин — пом.13 лютого 1993, Київ) — Народний артист УРСР (1960), оперний співак, композитор, письменник, публіцист, громадський і культурний діяч, підполковник запасу.

## Життєпис
Сергій Давидович народився 14 березня 1921 року в багатодітній сім'ї у селі Старий Кривин, Славутського району, Хмельницької області. Україна. В школі Козак був активним учасником урочистих концертів, вечорів та конкурсів художньої самодіяльності. Першою відзнакою для нього стала путівка до піонерського табору «Артек».
Після закінчення Кривинської середньої школи вступив у Київське військове училище зв'язку ім. М. І. Калініна. В званні лейтенанта був призначений командиром взводу курсантів Ульяновського військового училища.
У 1941 році був мобілізований на фронт. З першого до останнього дня Сергій Давидович був учасником бойових дій у другій світовій війні, нагороджений орденами. Учасник Параду Перемоги на Красній Площі в Москві 24 червня 1945 року. Дослужився до звання підполковника.
У 1947 році закінчив академію Генерального штабу ім. Фрунзе та вступив на навчання до ад'юнктури академії. Залишивши військову службу вступив у Московську державну консерваторію ім. П. І. Чайковського за класом вокалу. Закінчивши з відзнакою консерваторію в 1950 році стає солістом Київського театру опери та балету імені Т. Г. Шевченка.
1960–1973 рр. — голова музично-хорового товариства УРСР, 1982–1987 рр. — художній керівник Київської філармонії, 1982–1992 рр. — викладач Київської консерваторії.
Проживав Сергій Давидович у Києві. Одружений, мав дві дочки. Дружина Галина Володимирівна. Старша дочка Світлана — професор дитячої онкології. Дочка Олександра працювала перекладачем у англійському посольстві в Україні, загинула у 1994 році в автомобільній аварії. У Старому Кривині проживає племінниця Сергія Давидовича Форсюк Надія Дмитрівна.

Могила Сергія Козака на Байковому кладовищі

Помер 13 лютого 1993 року. Похований на Байковому кладовищі в Києві.
Газета «Літературна Україна» 18 лютого 1993 року помістила прощальні слова відомого українського поета Василя Юхимовича: 
| «Не стало Козака Сергія Давидовича, так потрібного родині, мистецтву, літературі, музичній освіті, народові й Україні! Народного артиста, талановитого митця, про котрого криком кричить душа: «Друже мій! Як би тебе більше на світі було!» Вдарте по струнах, засмучені кобзарі й оркестранти, — він дбав про ваше відродження задовго до «перебудови»... Проведіть його в останню путь, багатоголосі хори національної опери і консерваторії! Прощавай, побратиме і друже; незабутній Сергію Давидовичу!» [2] |

## Творчість
Сергій Козак, володіючи академічним баритоном, за час роботи в Київського Театру Опери та Балету імені Т. Г. Шевченка підготував та зіграв більше 60 оперних партій драматичного баритону української, російської та світової класики. Широкою є географія гастролей співака: Україна та інші республіки СРСР, США, Англія, Франція, Канада, Фінляндія, Польща, Болгарія, Румунія, Куба тощо.
Він пише музику на вірші видатних українських поетів М. Рильського «Яблука доспіли», П. Воронька «Ходімо, кохана, у ліс», «Коні вороні», А. Малишка «Прощальна», «Три дубки», С. Крижанівського «Берізка»), створює кантату «Дума про Україну».
У 1965 році видав збірку пісень під назвою «Українські народні пісні в обробці для хору без супроводу». Козак створив низку поетичних та прозових творів, які вийшли окремими виданнями. Поема «Земле моя, доле моя», в якій описано його дитинство у селі Старий Кривин, поетична повість «Горинь», поема «Пісня серед грому», біографічна повість «Я не спав, мамо…». Сергій Козак також створив літературні портрети митців-співаків Михайла Гришка, Івана Козловського, відомого хормейстера Миколи Верьовки.
На посаді голови музично-хорового товариства України доклав багато зусиль для відкриття понад 360 нових музичних шкіл та створенню багатьох музичних колективів, в тому числі допоміг у створенні національного оркестру народних інструментів, чоловічої хорової капели імені Л. Ревуцького, камерного хору імені Лятошинського, ансамблю пісні і танцю «Славутич» у Дніпропетровську та інші. За участю Сергія Давидовича відродилося в Україні кобзарське та лірницьке мистецтво.
На початку семидисятих років став на захист від нападок чиновників відомого українського вокально-інструментального ансамблю «Смерічка» Левка Дутківського, який із піснями Володимира Івасюка у 1971—1972 роках ставав переможцем всесоюзного конкурсу.
В 1965 році С. Козак переклав українською лібрето опери Дж. Верді «Отелло». Ця опера ставилась в Київській опері, а роль Яго виконував сам С. Козак

## Репертуар
- Партія Остапа в опері М. Лисенка «Тарас Бульба (опера)».
- Партія Чуба в опері М. Лисенка «Різдвяна ніч (опера)».
- Партія Енея в опері М. Лисенка «Енеїда (опера)».
- Партія Султана в опері С. Гулака-Артемовського «Запорожець за Дунаєм».
- Партія Горбенка в опері П. Майбороди «Арсенал (опера)».
- Партія Ріголетто в опері Д. Верді «Ріголетто».
- Партія Томського в опері П. Чайковського «Пікова дама (опера)».
- Партія Гната в опері К. Данькевича «Назар Стодоля (опера)».
- Партія Миколи в опері М. Лисенка «Наталка Полтавка (опера)».
- Партія Б.Хмельницького в опері К. Данькевича «Богдан Хмельницький (опера)».
- Партія Т.Шевченка в опері Г. Майбороди «Тарас Шевченко (опера)».
- Партія Онєгіна в опері П. Чайковського «Євгеній Онєгін (опера)».
- Партія Ігоря в опері О. Бородіна «Князь Ігор (опера)».

## Нагороди
- Орден Червоної Зірки
- Орден Вітчизняної війни
- Звання Народний артист УРСР (1960)

Меморіальна дошка на честь Сергія Давидовича Козака на вул. Хрещатик, 25 у Києві

## Пам'ять
- Меморіальна дошка на фасаді школи в с. Старий Кривин.
- Меморіальна дошка на приміщенні Будинку культури ЗАТ "Славутський комбінат."Будфарфор".
- Меморіальна дошка на фасаді будинку у Києві (вул. Хрещатик, 25), де він жив
- Вулиця у м. Хмельницькому названа на честь С. Д. Козака